# Tetracosactida
La Tetracosactida, también conocida como cosintropina, es un derivado sintético de la hormona adrenocorticotrópica (corticotrofina, ACTH) que estimula la producción de cortisol en la corteza suprarrenal y se emplea en la evaluación y diagnóstico de la insuficiencia adrenocortical.

En este grupo de pacientes se verifica un nivel de cortisol al azar antes de una inyección de 250 μg de tetracosactida y luego 30-60 minutos más tarde. Los niveles de cortisol y la respuesta a la tetracosactida pueden interpretarse para identificar una respuesta suprarrenal insuficiente.
La tetracosactida es un polipéptido de síntesis que, a diferencia de la corticotrofina humana, solo porta los aminoácidos del uno al veinticuatro, en vez de los 39 aminoácidos que posee naturalmente. Esto permite que se pueda emplear sin esperar riesgos de una reacción de hipersensibilidad en el paciente.
La tetracosactida es un preparado que también se utiliza en veterinaria.
Existe en versión intramuscular normal y en preparado de depósito (depot) para el tratamiento de deficiencia de glucocorticoides en pacientes adultos.